# PPF Group
PPF Group er et nederlansk-tjekkisk investeringskonglomerat, der blev etableret i 1991 i Tjekkiet. Koncernen investerer i finansielle services, telekommunikation, medier, bioteknologi, fast ejendom og industri.
PPF Group blev etableret af Petr Kellner, der gik bort i 2021, hvorefter aktierne overgik til hans kone og familie.